# Závod
Závod là một thị trấn thuộc hạt Tolna, Hungary. Thị trấn này có diện tích 12,91 km², dân số năm 2010 là 301 người, mật độ 23 người/km².